# Luis Fernando Montoya
Luis Fernando Montoya (Caldas, 23 de julho de 1961) é um treinador de futebol da Colômbia.

## Carreira
Montoya treinou o Once Caldas a onde foi campeão da Liga colombiana pela primeira vez na história da equipe (depois do título em 1950) e a Taça Libertadores da América de 2004. Essas realizações fizeram com que Montoya fosse o Treinador Sul-Americano do Ano.
Em dezembro de 2004 Montoya teve o lado esquerdo de seu corpo paralisado após levar um tiro em uma tentativa de assalto em Caldas, perto de Medellín.

## Vida privada
Um católico praticante, e cheio de força, se tornou um exemplo de esperança permanente contra a paralisia para os colombianos. Ele mora em Medellín com o filho José Fernando e a esposa Adriana.

## Títulos
Once Caldas
- Campeonato Colombiano: 2003 (Apertura)
- Copa Libertadores da América: 2004